# Рекашки говор
Рекашки говор је један од српских говора у румунском делу Баната. Њиме говоре Шокци који живе у месту Рекаш, које се налази између Темишвара и Лугоша. Приликом својих истраживања српских говора у румунском Банату 1956. године, Павле Ивић је посетио и Рекаш. Према текстовима народних песама из Рекаша, објављених у Зборнику за народни живот и обичаје Југословенскe академијe знаности и умјетности у Загребу (ЈАЗУ), изгледало је да је рекашки говор икавски штоаквски. Међутим, Ивић је био изненађен када је у Рекашу срео сакупљача ових песама, пензионисаног школског надзорника Јоцу Ћосића и када му је он објаснио да нихов говор није икавски него посебан и да је то било означено у текстовима које је он у своје време слао редакцији ЈАЗУ. Редактор Зборника или не верујући Ћосићевом бележењу или из патриотских побуда, преуредио је текст на икавски. Хрватски лингвиста Иван Брабец у свом раду 1972. године, убраја у хрватске говоре и рекашки, наводећи нетачно да је екавски штокавски, те на основу тога закључује да је источнославонског порекла.

## Фонетске особине
У рекашком говору вокал ѣ чува посебну вредност између е и и, и то ближу вокалу е него вокалу и, који је Ивић бележио са еи: беила, убеили, беилиду, веиштац, веишца, вреиме, двеи, обадвеима, деивка (девојчица), деите, свеиће, свеит, меисто, зреила, леибац, леибови, цвеитови, човеик, донеили, звеизда, млеико, веитар, пеисак. Ивић је потом посетио оближња места Краљевац и Петрово Село у којима живе православни Срби, где је у њиховом говору исто запазио да је вредност ѣ различита од вредности е и да је једнака вредности као у говору Шокаца. Поред исте вредности ѣ запазио је да има доста заједничких особима ова два говора које су врло значајне. Оба говора знају за низ примера са и на месту старог ѣ, и то у категоријама где такво и долази и у шумадијско-војвођанском дијалекту, као и у говорима смедеревско-вршачког дијалекта: ги да дођеш, ги ће се држати, дивојка у Рекашу; ди си био, ди смо се скупили, гнизда, дивојкама у Петровом Селу; гниздо, дивојку у Краљевцу. Карактеристично је подударање у употреби форми вѣд- уместо перфективнога вид-: веиднем, да веиднете штогод, веите, веидеила, веидемо у Рекашу; веинем, веин тамо што је, веинте тамо у Краљевцу; веинем, смо веидеили у Петровом Селу. Имперфективно видим се употребљава нормално: видиш ти то у Рекашу; слеип не види у Петровом Селу; овај е ћорав, не види у Краљевцу. За фонолошки систем значајан је затворен изговор вокала о, које је на овај начин са својим фонетским својствима парњак гласу еи=ѣ а не етимолошкоме е. Оба говора имају исти шесточлани вокални систем: а, е, о, ѣ, у, и.
У Рекашу на крају слога и на крају речи л има различите рефлексе. У једним случајевима оно прелази у о као у стандардном језику: он је бацио, ударио, теоци; а у другим случајевима се чува: округал, грудн’ак је топал, весел, бел, дебел, кално (прљаво). Прелазак л у о се дешава у облицима радног придева, док се чува код правих придева. Има случаја кад се л у облицима радног придева изговара као бијабијални звук: купии, сам узеи. Из овога се може `извести закључак да се л на крају слога и на крају речи у говору Шокаца налази у фази преласка у о што се у стандардном језику догодило још у 14—15. веку.
Крајњи звучни сугласници теже да постану безвучни: плугк, бугк, рукавф, живф, здравф. Тврди африкати ч и џ изговарају се умекшано, али се разликују од ћ и ђ: руч’ак, реч’, добра веч’ер, овч’ар, свињч’е, мач’ок, оџ’ак, џ’еп. Консонантске групе тј и дј изговарају се као т’ и д’: кут’а, туд’ин, т’у, т’емо. Сугласник х се изгубио у иницијалној и финалној позицији речи: кожу, ром, сам и видео. Групе ао, ео а понекад и уо се контрахују: он је реко, сам цукно, казо, сам сејо, је доно. Али има случаја и када се сажимање не врши: сам видео, нам дошао гост, певао, сам казао. У гласовном систему постоји сугласник ф: лаф, уфање.

## Морфолошке особине
Међу особинама деклинације истиче се једнакост облика акузатива множине мушког рода са номинативом: пође да зове гости, нису знали за колачи, момак скупи момци, уфату коњи, скупи ортаци његови (Рекаш); удри у зецеви, метеду кракови, мету новци, ондаг брише пенџери, пусти унутра родови и претељи (Краљевац); сам добио бумбоци (бонбоне) носиле дивојке обојци, праили кашу за пилићи (Петрово Село). Датив и инструментал имају изједначене облике на -ма: мећеду свима гостима (Рекаш); и свињама се даје (Краљевац); онима дивојкама, моима сестрама (Петрово Село); смо се хитали јауцима, ногама се гази (Рекаш); колачи орасима, свеже карикама (Краљевац); вршили с коњима, кочка пилићима, саз дугачкама ногама (Петрово Село). Трећи пар плуралних падежа сачињавају генитив и локатив. Употреба генитивног облика за овај последњи падеж очевидна је у примерима као: шевар расте по бара, сам се ударии по буѕа, по рукају, по ушију, по очију (Рекаш). Иначе у оба падежа продиру у средњем роду облици на -и, најчешће по акценту једнаки са облицима номинатив-акузатив: идеду ко дивојкини родитељи, од мои гости (Рекаш); ис Краљевци, радили кот Шокци, бижали о Турци (Краљевац); да дођемо код момци (Петрово Село); има по бреигови (Рекаш); сам се ударио по лактови (Краљевац). У оба говора јављају се у плуралским падежима синкретизми који тачно одговарају некадашњим дуалским приликама. Исто, налазе се генетички нејасни облици датив-локатив једнине именица женског рода са наставком -е а не -еи: мојој маме деида, дар обећан снаше, иде дома и рекне тате, маме, зар ти није дивојка по воље? (Рекаш); добие три штапа по гузице, метеду младе под руку (Краљевац); штаћете купит мојој дивојке, дам тој жене, по руке (Петрово Село).
У Рекашу је локатив нестао, глаголи који траже локатив употребљавају се са акузативом: држим на руку, седим у Рекаш, лонац је под трпезу, он је у собу. Забележен је и случај старог генитива: десет човек.
У трећем лицу презента у оба говора чест је, али не и уопштен, завршетак -ду: рекнеду, се састанеду, сучеду, онак се споразумеиду, сврбиду, велиду (Рекаш); капаришеду, играду, говораду, припраиду (Краљевац); идеду, питаду, диваниду (Петрово Село). Алтернативни облици без -ду и код глагола са презентском основом на -и: налазу, испросу, тражу (Рекаш); и се веселу, се љубу, упалу (Краљевац); лову (Петрово Село). Одични императив гради се помоћу нека(ј): нека се смеијати, некате нам замерати, нека више то чинет (Рекаш); некај толико кашљат (Краљевац).
Рекашки говор не зна за збирне именице на -ад које су се у српском језику јавиле у 17. веку: јагње — јаган’ци, пиле — пилићи, гушч’е — гушч’ићи. Код поређења придева постоји апсолутни суперлатив који је по облику једнак суперлативу у стандардном језику. Компаратив се гради када се облику компаратива у стандардном језику дода партикула по, од тог компаратива суперлатив ес добија када се испред по дода и партикула још: добар—по бољи—још по бољи—нај бољи, дебел—по дебљи—још по дебљи—нај дебљи, леп—по лепши—још по лепши—нај лепши, лак—по лашњи—још по лашњи—нај лашњи; али има и другачијег поређења: црн—по црн—још по црн—нај црн, бел—по бел—још по бел—нај бел, дибок—по дибок—још по дибок—нај дибок.
Сачувао се само облик супина који се употребљава уместо инфинитива: ако будеш миран, т’у те водит у Темишвар, т’емо копат кукуруз, т’е ит ш’њом, т’у диванит. Облик глаголског прилога садашњег у неким случајевима разликује се од облика у стандардном језику: повоути, плакоути, л’убл’ести се, тресут’и дрва. У облицима императива за треће лице једнине и множине чува се наставак -т: нека певат, нека плакат, нека то чинет. И овде као у у осталим српским банатским говорима употребљавају се оба облика личне заменице у истој реченици као у румунском језику: т’у вам дат и вама, пцовали су га њега.

## Говори са незамењеним ѣ
Подударања у рекашком и банатскоцрногорском говору недвосмислено указују на заједничко порекло његових говорника, упркос разлици у вери, због чега између њих у догледној прошлости није било живљих контаката. Оба говора су у старом сродству са српским банатским говорима шумадијско-војвођанског дијалекта, а то потврђују многе појединости као што су примери са вокалом и уместо ѣ, облици 3. лица множине презента, затим низ карактеристичних ситнијих црта као што су промена нд у н (онак); одсуство н у глаголу метем, метути; тип промеинем, одмеинем по III врсти; претварање именице име у глагол у примерима: Стеива му се симело (Рекаш); мој отац, му симело Жива (Краљевац), као и велики број лексичких подударања. Притом су везе банатскоцрногорских говора са банатским говорима за нијансу јаче, док рекашки, свакако због верске разлике која је ометала контакте, показује нешто већу издвојеност. У погледу најкрупнијих особина, замене ѣ и акцентуације, рекашки и банатскоцрногорски битно заостају за развојем у банатским говорима шумадијско-војвођанског дијалекта, јер код њих је сачуван један старији степен еволуције.
Поред рекашког и банатскоцрногорског говора, посебну вредност ѣ чувају и галипољски и карашевски говори. Поред ове архаичне особине, акцентуација ових говора је претежно непренесена, али са повлачењем \\ са ултиме. За деклинацију карактеристична је једнакост акузатива множине са номинативом, затим локатива множине са генитивом и (сем карашевских говора) датива множине са инструменталом. Општа слика акцентуације ових говора приближава их косовско-ресавском и смедеревско-вршачком дијалекту, а описани односи у деклинацији плуралских падежа налазе се само још једино у неким говорима долине Велике Мораве и у њеној близини. Ове одлике дају говорима са незамењеним ѣ једну источнију штокавску нијансу у односу на шумадијско-војвођански дијалект, на основу чега Ивић закључује да је првобитни положај ових говора североисток српске језичке територије. Рекашки говор припада смедеревско-вршачком, али има црта шумадијско-војвођанског дијалекта. Истраживајући банатскоцрногорски говор, румунски лингвиста Виктор Веску у свом раду из 1976. године, потврђује Ивићев закључак о првобитном положају говора са незамењеним ѣ. На основу особина банатскоцрногорског говора закључује да се његов првобитни положај налазио у јужном делу смедеревско-вршачког и на северном делу косовско-ресавског дијалекта.